# Салаватська сільська рада
Салава́тська сільська рада (рос. Салаватский сельский совет) — муніципальне утворення у складі Салаватського району Башкортостану, Росія. Адміністративний центр — село Малояз.
Станом на 2002 рік присілок Калмакларово перебував у складі Насібашівської сільської ради.

## Населення
Населення — 5009 осіб (2019, 5133 в 2010, 5009 в 2002).

## Склад
До складу поселення входять такі населені пункти:
| Населений пункт        | Населення, осіб (2002) | Населення, осіб (2010) |
| ---------------------- | ---------------------- | ---------------------- |
| Калмакларово, присілок | 230                    | 208                    |
| Кизирбак, присілок     | 15                     | 11                     |
| Малояз, село           | 4764                   | 4914                   |